# Фенікс (сузір'я)

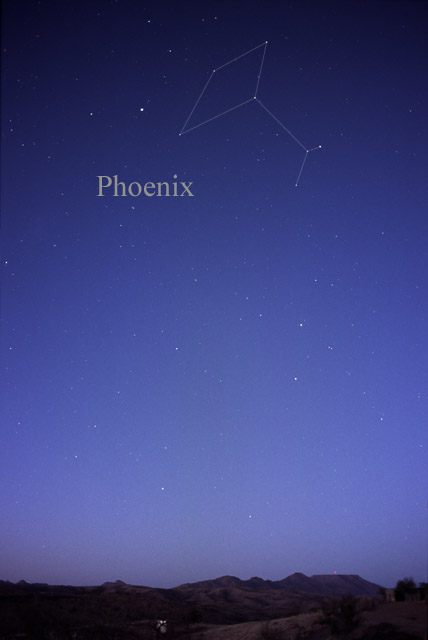
Фенікс неозброєним оком.

Фе́нікс (лат. Phoenix) — сузір'я південної півкулі неба. Містить 68 зір, видимих неозброєним оком.

## Історія
Порівняно нове сузір'я. Введено Петером Планціусом на глобусі 1598 року, згодом (1603 року) скопійоване Йоганном Баєром у його атлас «Уранометрія».